# Herbert Waas
Herbert Waas (ur. 8 września 1963 w Pasawie) – niemiecki piłkarz występujący na pozycji napastnika.

## Kariera klubowa
Waas zawodową karierę rozpoczynał w 1981 roku w TSV 1860 Monachium z 2. Bundesligi. W 1982 roku zajął z klubem 4. miejsce w tych rozgrywkach, jednak zespół TSV nie otrzymał jednak licencji na grę w 2. Bundeslidze w następnym sezonie i został karnie zdegradowany do Oberligi. Wówczas Waas odszedł z klubu.
Latem 1982 roku został graczem pierwszoligowego Bayeru 04 Leverkusen. W Bundeslidze zadebiutował 21 sierpnia 1982 w przegranym 0:1 meczu z Arminią Bielefeld. 17 września 1982 w przegranym 1:3 pojedynku z Borussią Mönchengladbach strzelił pierwszego gola w Bundeslidze. W 1988 roku zdobył z zespołem Puchar UEFA, po pokonaniu w jego finale Espanyolu. W Bayerze spędził 7 lat.
W październiku 1990 roku Waas odszedł do włoskiej Bologny. Spędził tam 2 lata, a w 1991 roku po zajęciu przez jego zespół ostatniego miejsca w Serie A i spadku do Serie B, powrócił do Niemiec. Trafił do Hamburgera SV. Grał tam przez rok, a potem został graczem szwajcarskiego FC Zürich. Tam spędził kolejne 3 lata. W styczniu 1995 roku zdecydował się na powrót do Niemiec, gdzie został zawodnikiem pierwszoligowego Dynama Drezno. Latem tego samego roku zakończył karierę.

## Kariera reprezentacyjna
W reprezentacji RFN Waas zadebiutował 5 października 1983 w wygranym 3:0 meczu eliminacji Mistrzostw Europy 1984 z Austrią. 15 października 1986 w zremisowanym 2:2 towarzyskim pojedynku z Hiszpanią strzelił pierwszego gola w kadrze. W latach 1983–1988 w drużynie narodowej rozegrał w sumie 11 spotkań i zdobył 1 bramkę.